# Ad usum Delphini
Ad usum Delphini (латинською мовою — «для використання дофіном») — навчальна бібліотека грецької і латинської класики, призначена для виховання  Людовика Великого Дофіна, сина  Людовика XIV.
Особливістю видання, керівником якого був герцог Монтозьє, а одними з головних цензорів — знаменитий проповідник Боссюе і єпископ-філолог П'єр-Даніель Юе — стало виключення і «виправлення» пасажів, які могли вважатися надмірно сміливими для дитини і юнака. Класичні тексти також супроводжувалися паралельними коментарями і explicationes (поясненнями) важких пасажів (таким чином, читання одних explicationes було набагато менш обтяжливим ознайомленням з класичною літературою). Серед представлених у виданні авторів були Гомер, Плавт, Теренцій, Овідій, Ювенал і Марціал.
Зібрання містить 64 томи, почало виходити в 1670 році, коли дофінові було 9 років, і завершено лише в 1698 році, коли Людовик був 37-річним чоловіком і вже підросли його сини.
У переносному сенсі вираз «ad usum Delphini» використовується в декількох значеннях. З одного боку, він означає «очищені» і адаптовані видання класики, призначені для дітей і юнацтва, звідки усуваються сцени жорстокості, сексу, чорний гумор і т. ін. Такий тип видань називається також латинським виразом «editio purificata» («очищене видання»). З іншого боку, ad usum Delphini може означати короткий, цікавий і необтяжливий, але змістовний виклад навчальних дисциплін.